# SV Preußen-Borussia Stettin
SV Preußen-Borussia Stettin (celým názvem: Sport-Verein Preußen-Borussia 1900 Stettin) byl německý fotbalový klub, který sídlil v pomořanském městě Stettin (dnešní Szczecin v Západopomořanském vojvodství). Založen byl v roce 1937 po fúzi klubů SC Preußen Stettin a 1. Stettiner Borussia-Poseidon. Zanikl v roce 1945 po polské anexi východních Pomořan. Klubové barvy byly černá a bílá.
Své domácí zápasy odehrával na stadionu Preußenplatz an den Stoewerwerken.

## Historické názvy
Zdroj: 
- 1901 – SV Preußen-Borussia Stettin (Sport-Verein Preußen-Borussia 1900 Stettin)
- 1945 – zánik

## Umístění v jednotlivých sezonách
Stručný přehled
Zdroj: 
- 1937–1939: Gauliga Pommern
- 1940–1941: Gauliga Pommern West

Jednotlivé ročníky
Zdroj: 
Legenda: Z - zápasy, V - výhry, R - remízy, P - porážky, VG - vstřelené góly, OG - obdržené góly, +/- - rozdíl skóre, B - body, červené podbarvení - sestup, zelené podbarvení - postup, fialové podbarvení - reorganizace, změna skupiny či soutěže
| Velkoněmecká říše (1937 – 1941) |                      |        |    |   |   |    |    |    |     |    |        |
| Sezóny                          | Liga                 | Úroveň | Z  | V | R | P  | VG | OG | +/- | B  | Pozice |
| 1937/38                         | Gauliga Pommern      | 1      | 18 | 7 | 4 | 7  | 39 | 46 | -7  | 18 | 6.     |
| 1938/39                         | Gauliga Pommern      | 1      | 18 | 4 | 0 | 14 | 30 | 59 | -29 | 8  | 10.    |
| ...                             |                      |        |    |   |   |    |    |    |     |    |        |
| 1940/41                         | Gauliga Pommern West | 1      | 14 | 1 | 2 | 11 | 22 | 70 | -48 | 4  | 8.     |